# Resolució 947 del Consell de Seguretat de les Nacions Unides
La Resolució 947 del Consell de Seguretat de les Nacions Unides fou adoptada per unanimitat el 30 de setembre de 1994. Després de recordar totes les resolucions sobre la situació a l'antiga Iugoslàvia, inclosa la Resolució 908 (1994), el Consell va discutir la situació a Croàcia i va estendre el mandat de la Força de Protecció de les Nacions Unides (UNPROFOR) fins al 31 de març de 1995.
El Consell de Seguretat volia una solució negociada al conflicte a l'antiga Iugoslàvia i es va destacar el respecte mutu entre les fronteres internacionals entre els països de la regió. No s'havien d'implementar aspectes clau del pla de pau de les Nacions Unides i, en particular, de la Resolució 871 (1993). Mentrestant, la UNPROFOR va tenir un paper important en la prevenció de les hostilitats i en la creació de condicions per a un acord de pau global.
Actuant en virtut del Capítol VII de la Carta de les Nacions Unides, el Consell va prorrogar el mandat de la UNPROFOR fins al 31 de març de 1995 i va instar a totes les parts a cooperar amb la força de manteniment de la pau i garantir la seva llibertat de moviments. Es va demanar al Secretari General Boutros Boutros-Ghali que informés al Consell el 20 de gener de 1995 sobre l'estat del pla de pau de les Nacions Unides a Croàcia i, en aquest sentit, es revisaria el seu mandat. També va haver d'informar sobre els avenços realitzats en l'obertura de carreteres i ferrocarrils a les àrees protegides de les Nacions Unides i la resta de Croàcia, l'aigua i el subministrament d'energia, i l'obertura del oleoducte adriàtic.
Es va reafirmar el dret de tots els desplaçats a tornar a les seves llars, amb assistència de la comunitat internacional. Totes les declaracions i compromisos assumits sota coacció, especialment pel que fa al territori, eren nuls. Es va expressar la preocupació pel fet que l'Acord d'Estat de Forces no s'havia finalitzat a Croàcia, a la República de Macedònia i a la República Federal de Iugoslàvia, i es va instar a tots a concloure els acords sense demora.
Els serbis de Bòsnia van ser convidats a respectar la integritat territorial de Croàcia i la restauració de l'autoritat a les zones roges s'ha de completar sota la supervisió de la UNPROFOR per evitar una nova desestabilització de la regió.